# 일본의 철도 회사 목록

## JR그룹 (준공영)
- 홋카이도 여객철도 (JR 홋카이도)
- 동일본 여객철도 (JR 동일본)
- 도카이 여객철도 (JR 도카이)
- 서일본 여객철도 (JR 서일본)
- 시코쿠 여객철도 (JR 시코쿠)
- 규슈 여객철도 (JR 규슈)
- 일본 화물철도 (JR 화물)

## 대규모 사철16사
- 간토 지방
  - 게이세이 전철
  - 게이오 전철
  - 게이힌 급행 전철
  - 도부 철도
  - 도쿄 급행 전철
  - 도쿄 지하철
  - 사가미 철도
  - 오다큐 전철
  - 세이부 철도
- 주부 지방
  - 나고야 철도 (메이테쓰)
- 긴키 지방
  - 게이한 전기 철도 (게이한)
  - 긴키 닛폰 철도 (긴테쓰)
  - 난카이 전기 철도 (난카이)
  - 한신 전기 철도 (한신)
  - 한큐 전철 (한큐)
- 규슈 지방
  - 서일본 철도(니시테쓰)

## 준대규모 사철5사
- 간토 지방
  - 신케이세이 전철
- 긴키 지방
  - 기타큐 전철
  - 고베 고속 철도 (제3종 사업자)
  - 산요 전기 철도
  - 오사카 부 도시개발 (센보쿠 고속 철도)

## 중소 사철 및 공영 철도회사(지역별)

### 홋카이도·도호쿠 지방
홋카이도 지방
- 홋카이도
  - 태평양 석탄 판매 운송 (화물)
  - 삿포로 시 교통국 (지하철·궤도)
  - 하코다테 시 교통국 (궤도)
  - 도난 이사리비 철도 (궤도)

기타도호쿠 지방
- 아오모리현
  - 고난 철도
  - 쓰가루 철도
  - 세이칸 터널 기념관 (강삭식)
  - 하치노헤 임해 철도 (화물)
  - 아오이모리 철도 (제2종 사업자)
  - 아오모리현 (제3종 사업자)
- 이와테현
  - 이와테 개발 철도 (화물)
  - 산리쿠 철도
  - IGR 이와테 은하철도
- 아키타현
  - 오자카 제련 (화물, 영업 중지)
  - 아키타 임해 철도 (화물)
  - 유리코겐 철도
  - 아키타 내륙 종관 철도

미나미토호쿠 지방
- 후쿠시마현
  - 아부쿠마 급행 (아부큐)
  - 후쿠시마 임해 철도 (화물)
  - 후쿠시마 교통
  - 아이즈 철도
- 야마가타현
  - 야마가타 철도
- 미야기현
  - 구리하라 전원 철도
  - 센다이 임해 철도 (화물)
  - 센다이 시 교통국 (지하철)
  - 센다이 공항철도 (2007년 3월 18일 개통)

### 간토 지방
- 이바라키현
  - 이바라키 교통
  - 간토 철도
  - 가시마 철도
  - 쓰쿠바 관광 철도 (강삭식)
  - 가시마 임해 철도
- 도치기현
  - 야간 철도
  - 모카 철도
  - 우쓰노미야 라이트레일 (궤도)
- 군마현
  - 조신 전철
  - 조모 전기 철도
  - 와타라세 계곡 철도
- 사이타마현
  - 지치부 철도
  - 사이타마 신도시 교통 (안내궤조식)
  - 사이타마 고속 철도 (지하철)
- 지바현
  - 소부 나가레야마 전철
  - 조시 전기 철도
  - 고미나토 철도
  - 게이요 임해 철도 (화물)
  - 호쿠소 철도
  - 야마만 (안내궤조식)
  - 이스미 철도
  - 도요 고속 철도
  - 시바야마 철도
  - 지바 도시 모노레일 (현수식)
  - 마이하마 리조트 라인 (과좌식)
  - 지바 뉴타운 철도 (제3종 사업자)
  - 나리타 공항 고속 철도 (제3종 사업자)
  - 나리타 고속 철도 액세스 (제3종 사업자)
- 도쿄도
  - 도쿄 지하철
  - 도쿄 도 교통국 (지하철·궤도·현수식)
  - 다카오 등산 철도 (강삭식)
  - 미타케 등산 철도 (강삭식)
  - 도쿄 모노레일 (과좌식)
  - 유리카모메 (안내궤조식)
  - 도쿄 임해 고속 철도 (린카이 선)
  - 다마 도시 모노레일 (과좌식)
  - 수도권 신도시 철도 (쓰쿠바 익스프레스)
  - 도쿄 도 지하철 건설 (제3종 사업자)
- 가나가와현
  - 하코네 등산 철도
  - 이즈 하코네 철도
  - 에노시마 전철 (에노덴)
  - 가나가와 임해 철도 (화물)
  - 오오야마 관광 철도 (강삭식)
  - 요코하마 고속 철도
  - 쇼난 모노레일 (현수식)
  - 요코하마 시 교통국
  - 요코하마 신도시 교통 (안내궤조식)

### 주부 지방
- 야마나시현
  - 후지 급행 (후지큐)
- 니가타현
  - 에치고토키메키 철도
  - 호쿠에츠 급행
- 도야마현
  - 아이노카제토야마 철도
  - 도야마 지방 철도
  - 구로베 협곡 철도
  - 만요 선
  - 도야마 라이트 레일
  - 다테야마 구로베 관광 (강삭식·무궤조식)
- 이시카와현
  - IR 이시카와 철도
  - 호쿠리쿠 철도
  - 노토 철도 (제2종 사업자)
- 후쿠이현
  - 후쿠이 철도
  - 에치젠 철도
- 시즈오카현
  - 이즈 하코네 철도 (슨즈선)
  - 시즈오카 철도
  - 오이가와 철도
  - 엔슈 철도
  - 가쿠난 철도
  - 이즈 급행 (이즈큐)
  - 덴류 하마나코 철도
- 나가노현
  - 마쓰모토 전기 철도
  - 나가노 전철
  - 우에다 교통
  - 시나노 철도
  - 간사이 전력 (무궤조식)
- 기후현
  - 세이노 철도 (화물)
  - 가미오카 철도
  - 다루미 철도
  - 아케치 철도
  - 나가라가와 철도
- 아이치현
  - 도요하시 철도
  - 나고야 시 교통국
  - 나고야 임해 고속 철도
  - 나고야 임해 철도 (화물)
  - 기누우라 임해 철도 (화물)
  - 아이치 환상 철도
  - 도카이 교통 사업 (제2종 사업자)
  - 나고야 가이드웨이 버스 (유토리토 라인) (안내궤조식)
  - 아이치 고속 교통 (리니모) (자기부상식)
  - 가미이다 연락선 (제3종 사업자)
  - 주부 국제공항 연락 철도 (제3종 사업자)
- 미에현
  - 산기 철도
  - 이세 철도
  - 이가 철도 (제3종 사업자)

### 긴키 지방
- 시가현
  - 오미 철도
  - 히에이산 철도 (강삭식)
  - 시가라키 고원 철도
- 교토부
  - 게이후쿠 전기 철도
  - 단고 해륙 교통 (강삭식)
  - 구라마지 (강삭식)
  - 교토 시 교통국
  - 에이잔 전철
  - 기타긴키 단고 철도
  - 사가노 관광 철도 (제2종 사업자)
  - 교토 고속 철도 (제3종 사업자)
- 오사카부
  - 미즈마 철도
  - 오사카 시 교통국
  - 한카이 전기 궤도
  - 오사카 고속 철도 (오사카 모노레일) (과좌식)
  - 간사이 고속 철도 (제3종 사업자) (JR 도자이선)
  - 간사이 국제공항 (제3종 사업자) (JR 간사이공항선·난카이 공항선)
  - 오사카항 트랜스포트 시스템 (제3종 사업자)
  - 오사카 외순환 철도 (제3종 사업자) (오사카히가시 선)
  - 나카노시마 고속 철도 (제3종 사업자) (게이한 나카노시마 선)
  - 니시오사카 고속 철도 (제3종 사업자) (한신 남바 선)
- 효고현
  - 롯코마야 철도 (강삭식)
  - 고베 시 도시 정비 공사 (강삭식)
  - 고베 시 교통국
  - 노세 철도
  - 고베 신교통 (안내궤조식)
  - 호조 철도
  - 미키 철도
  - 호쿠신 급행 전철 (제2종 사업자)
  - 고베 전철 (민영 철도)
- 나라현
  - 나라 이코마 고속 철도 (제3종 사업자) (긴테쓰 게이한나선)
- 와카야마현
  - 기슈 철도
  - 와카야마 전철
  - 와카야마현 (제3종 사업자)

### 주고쿠·시고쿠 지방
주고쿠 지방
- 돗토리현
  - 와카사 철도
  - 지즈 급행
- 시마네현
  - 이치바타 전차
- 오카야마현
  - 미즈시마 임해 철도
  - 이바라 철도
  - 오카야마 전기 궤도
- 히로시마현
  - 히로시마 전철
  - 히로시마 고속교통 (아스트램 라인) (안내궤조식)
  - 스카이 레일 서비스 (현수식)
- 야마구치현
  - 니시키가와 철도

시코쿠 지방
- 가가와현
  - 다카마쓰 고토히라 전기 철도
  - 시코쿠 케이블 (강삭식)
- 도쿠시마현
  - 아자 해안 철도
- 에히메현
  - 이요 철도
- 고치현
  - 도사 구로시오 철도
  - 도사 전기 철도

### 규슈·오키나와 지방
- 후쿠오카현
  - 지쿠호 전기 철도
  - 호바시라 케이블 (강삭식)
  - 후쿠오카 시 교통국 (지하철)
  - 아마기 철도
  - 헤이세이 치쿠호 철도
  - 기타큐슈 고속 철도 (기타큐슈 모노레일) (과좌식)
- 오이타현
  - 오카모토 제작소 (강삭식)
- 나가사키현
  - 마쓰우라 철도
  - 시마바라 철도
  - 나가사키 전기 궤도
- 구마모토현
  - 구마모토 전기 철도
  - 미나미아소 철도
  - 구마가와 철도
  - 구마모토 시 교통국
  - 히사쓰 오렌지 철도
- 미야자키현
  - 다카치호 철도 (재해로 인해 영업 중지)
- 가고시마현
  - 가고시마 시 교통국
- 오키나와현
  - 오키나와 도시 모노레일 (유이 레일) (과좌식)

## 폐업·휴업
- 홋카이도 지호쿠 고원 철도
- 유베쓰 철도
- 구시로 개발 부두
- 유바리 철도
- 미쓰비시 광업 (히바이 철도·오유바리 철도)
- 조잔케이 철도 (조테쓰)
- 홋카이도 척식 철도

- 슷쓰 철도
- 시모키타 교통
- 남부 종관 철도
- 아키타 시 교통국
- 아키타 중앙 교통
- 우고 교통
- 하나마키 전철·이와테 중앙 버스 (이와테 현 교통)
- 센다이 철도·센보쿠 철도·아키우 전기 철도 (미야기 교통)
- 야마가타 교통
- 쇼나이 교통
- 에나 철도
- 반다이 급행 전철 (메마지리 철도·일본 유황 관광 철도)

- 히타치 전철
- 쓰쿠바 철도
- 지바 급행 전철 (게이세이 전철·현재 게이세이 지하라선)
- 구쥬쿠리 철도
- 드림 교통 (드림 개발)
- 야마나시 교통
- 구사가루 전기 철도 (구사가루 교통)
- 간바라 철도
- 니가타 교통
- 에치고 교통 (도치오 전철·나가오카 철도)
- 구비키 철도 (구비키 자동차)
- 가에쓰노 철도
- 오고야 철도 (고마쓰 버스)
- 도카다이 신교통 (피치 라이너) (안내궤조식)

- 가미오카 철도
- 기타에나 철도 (기타에나 교통)
- 고자쿠 철도 (고자쿠 교통)
- 호쿠탄 철도
- 가야 철도 (가야 흥업·가야 페로라인)
- 벳푸 철도
- 히메지 시 교통국
- 아와지 교통
- 아리다 철도
- 노카미 전기 철도
- 홋쇼지 철도 (히노마루 자동차)
- 요나고 전기 궤도 (히노마루 자동차)

- 도와 광업 가타가미 철도 (닛세이 운수)
- 사이다이지 철도 (료비 버스)
- 오카야마 임해 철도 (오카야마 임항)
- 다마노 시영 전기궤도
- 시모쓰이 전철
- 이카사 철도
- 도모 철도
- 오노미치 철도 (주코쿠 버스)
- 보세키 철도 (보초 교통)
- 나가토 철도 (산덴 교통)
- 산요 전기 궤도 (산덴 교통)

- 야시마 등산 철도
- 고토히라 참궁 전철
- 오이타 교통
- 미야자키 교통
- 가고시마 교통 (이와사키 코퍼레이션·가고시마 교통)
- 오키나와 현영 철도
- 오키나와 전기
- 오키나와 궤도
- 이토만 마차 궤도

## 같이 보기
- 틀:대규모 사철